# Réserve naturelle nationale de la Bailletaz
La réserve naturelle nationale de la Bailletaz (RNN150) est une réserve naturelle nationale située en Haute Tarentaise, sur la commune de Val-d'Isère. Créée en 2000, en compensation du déclassement d'un secteur proche du Col de l'Iseran, elle protège le lac et le vallon du même nom sur une surface de 495 hectares.

## Localisation

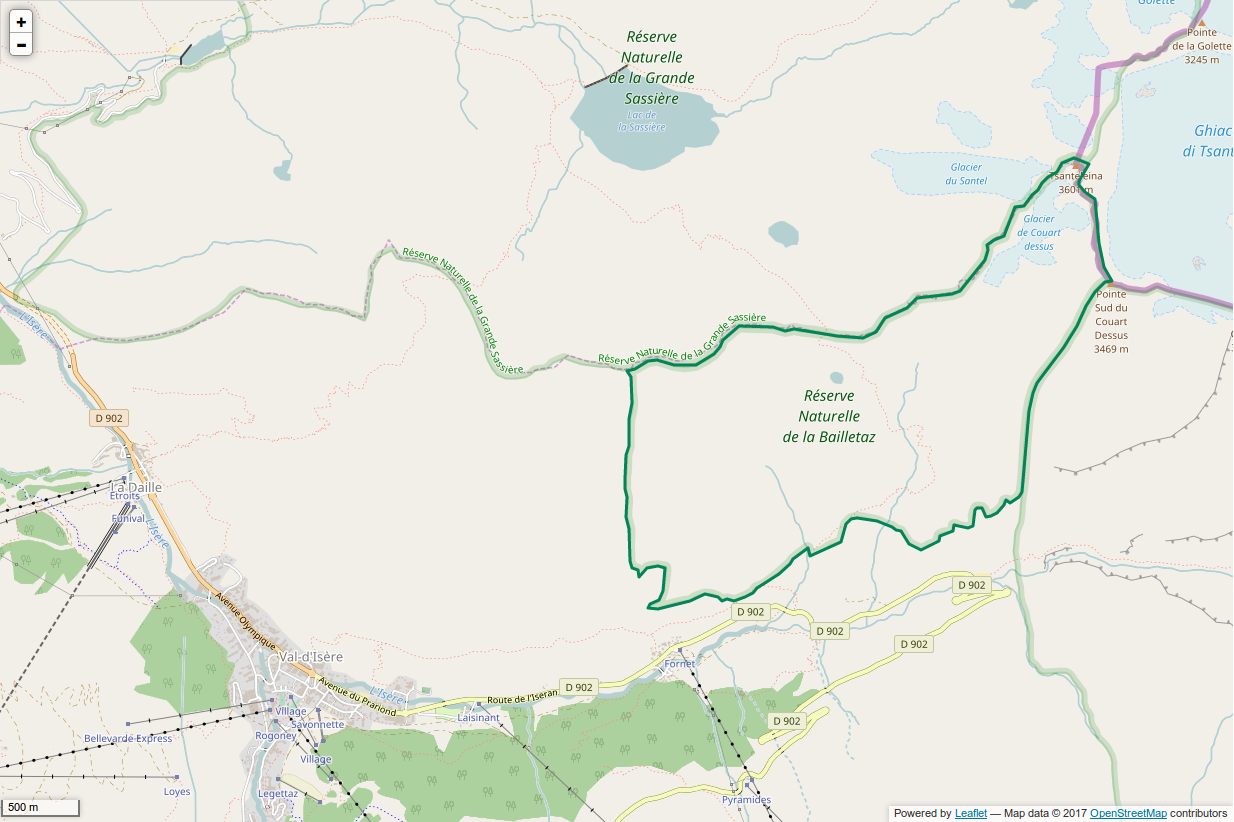
Périmètre de la réserve naturelle.

Le territoire de la réserve naturelle se trouve en Rhône-Alpes, dans la Haute Tarentaise, sur la commune de Val-d'Isère. D'une surface de 495 ha, il occupe le vallon du même nom entre la haute vallée de l’Isère et la frontière italienne. La réserve naturelle est contigüe à la celle de la Grande Sassière.

## Histoire du site et de la réserve
La réserve naturelle de La Bailletaz a été créée en 2000 en contrepartie du déclassement d'un autre secteur de la commune de Val d'Isère pour l'équipement de remontées mécaniques.

## Écologie (biodiversité, intérêt écopaysager…)
Aux portes de l'Italie, elle offre un paysage de haute-montagne où se dessine un monde de glace, de rocailles et de pelouses rases. Un petit lac a donné son nom au site.

### Flore

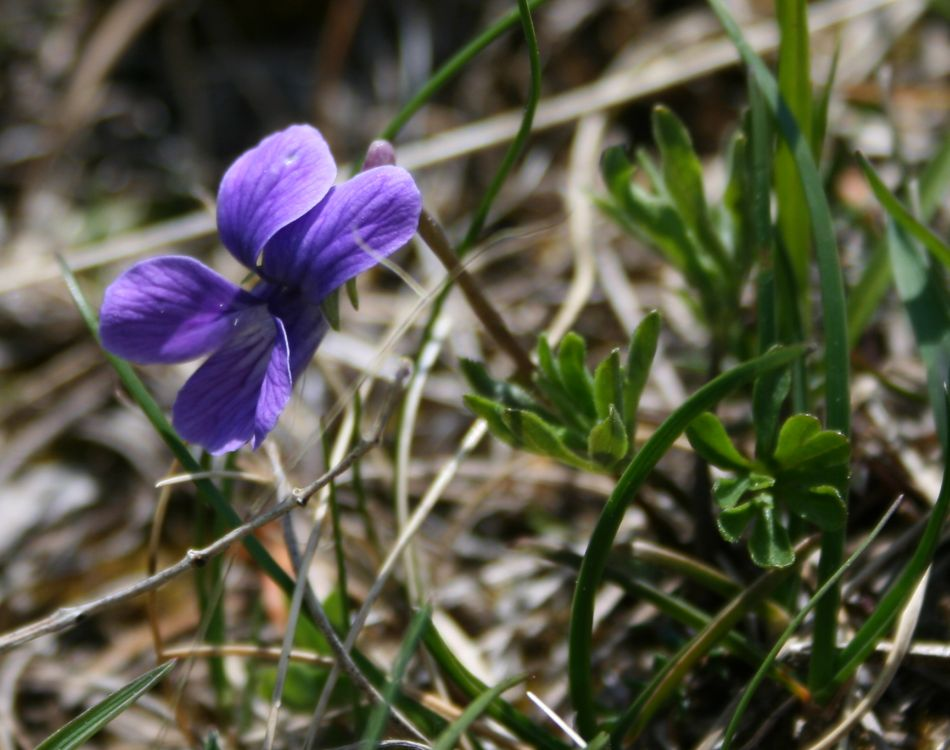
Violette à feuilles pennées

Parmi la riche flore du vallon de la Bailletaz, on peut noter la présence d'espèces remarquables comme la Primevère du Piémont, la Violette à feuilles pennées, la Saxifrage fausse mousse et la Saxifrage fausse diapensie, 
la Gentianelle à calice renflé ou le Crépide des Alpes rhétiques.

### Faune

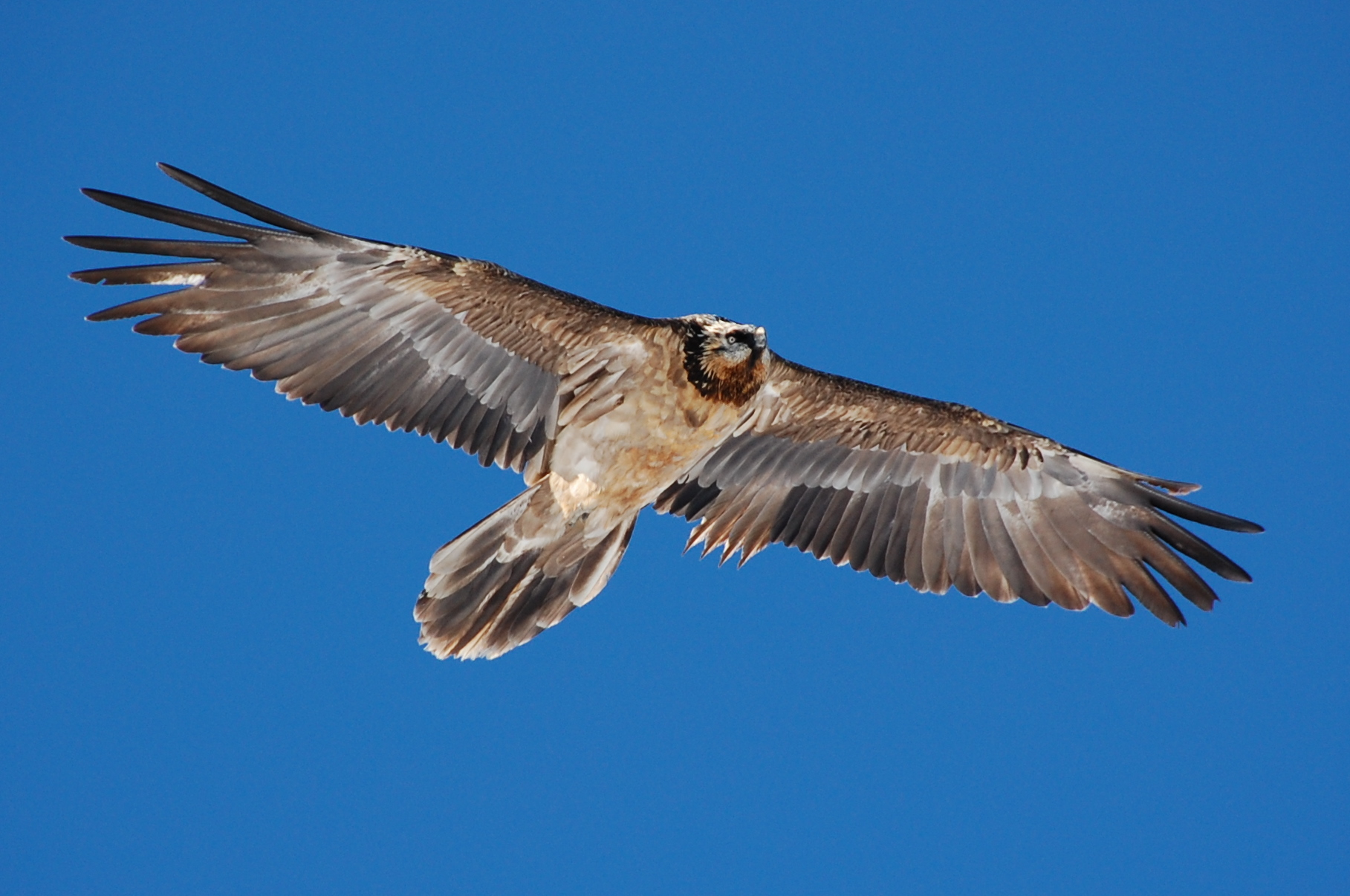
Gypaète barbu

## Intérêt touristique et pédagogique
Le site est parcouru par des sentiers de randonnée pédestre.

## Administration, plan de gestion, règlement
La réserve naturelle est gérée par le Parc national de la Vanoise.

### Outils et statut juridique
La réserve naturelle a été créée par un décret du 6 décembre 2000.